# Jack Gilbert

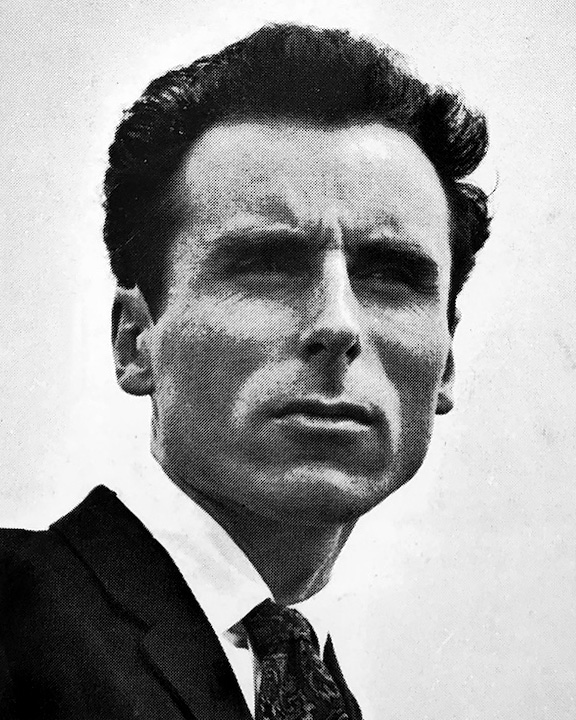
Jack Gilbert

Jack Gilbert (Pittsburgh, 17 februari 1925 – Berkeley, 13 november 2012) was een Amerikaanse dichter.
Gilbert groeide op in Pittsburgh, Pennsylvania. Na de middelbare school werkte hij als colporteur, ongedierteverdelger en staalarbeider. Zijn interesse voor poëzie en schrijven ontwikkelde hij aan de  Universiteit van Pittsburgh, samen met zijn klasgenoot Gerald Stern. 
Zijn werk onderscheidt zich door eenvoudige lyriek en een onomwonden helderheid van toon.  Gilbert kreeg met zijn eerste gedichtenbundel (Views of Jeopardy, 1962) al spoedig erkenning en hij kreeg veel aandacht van de media.
Toch trok hij zich terug uit zijn eerdere activiteiten in de poëzie scene van San Francisco poetry en  vertrok naar Europa.  Daar reisde hij van land naar land reisde en leefde van een Guggenheim Fellowship beurs.  
Bijna zijn gehele carrière na de publicatie van zijn eerste bundel is gekenmerkt door een, zoals hij in interviews heeft omschreven, zelf-opgelegd isolement.  Sommigen zien hierin een spirituele zoektocht en zijn vervreemding van de hoofdstroom van  de Amerikaanse cultuur. Anderen doen dit af als een langdurig verblijf als “professioneel gast des huizes” op kosten van welgestelde Amerikaanse literaire bewonderaars.
Na het debuut verschenen nog maar een paar andere gedichtenbundels en dat  met grote tussenpozen. Gilbert bleef echter schrijven. Tussen zijn boeken door leverde hij bij gelegenheid bijdragen aan The American Poetry Review, Genesis West, The Quarterly, Poetry, Ironwood, The Kenyon Review en The New Yorker.
Zijn werk werd onderscheiden met een groot aantal prijzen en nominaties.
Jack Gilbert is goed bevriend met de dichteres Linda Gregg, een van zijn vroegere studenten, met wie hij 6 jaar getrouwd was. Ook was hij getrouwd met Michiko Nogami, die het onderwerp vormt van veel van zijn  gedichten. Gedurende de jaren vijftig van de 20e eeuw had Gilbert in San Francisco een langdurige relatie met de Beat dichteres Laura Ulewicz.
Hij woonde in Northampton, Massachusetts. Hij leed zijn laatste jaren aan dementie en overleed op 87-jarige leeftijd in een verzorgingstehuis in Berkeley.

## Werk
- Views of Jeopardy (1962)
- Monolithos (1984)
- Kochan (1984),
- The Great Fires: Poems 1982-1992 (1994)
- Refusing Heaven (2005)
- Tough Heaven: Poems of Pittsburgh (2006)
- Transgressions: Selected Poems (2006)

## Trivia
Gilbert schreef twee erotische novellen samen met Jean Maclean, uitgegeven bij het Deense Olympia Press, onder het pseudoniem Tor Kung:
- My Mother Taught Me (1964) (De lessen van mijn stiefmoeder, W&L Boeken, 1983)
- Forever Ecstasy (1968) (Verslaafd aan genot, W&L Boeken, 1984)

- Bibliothèque nationale de France: cb150871621 (data)
- CiNii: DA08937945
- Gemeinsame Normdatei: 1250008565
- International Standard Name Identifier: 0000 0000 8182 3818
- Library of Congress Control Number: n81122737
- Nationale Bibliotheek van Israël: 987010648482805171
- SNAC: w6ht387b
- Système universitaire de documentation: 151263388
- Virtual International Authority File: 114247104
- WorldCat: E39PBJkMHCdb9XwFWpdXhw63Qq